# Favreuil British Cemetery
Favreuil British Cemetery is een begraafplaats gelegen in de Franse plaats Favreuil (Pas-de-Calais). De militaire graven worden onderhouden door de Commonwealth War Graves Commission.
De begraafplaats telt 399 geïdentificeerde graven waarvan 385 Gemenebest graven uit de Eerste Wereldoorlog and 14 overige graven uit de Eerste Wereldoorlog.